# Église Sainte-Agathe-et-Saint-Julien de Saint-Julia
Pour les articles homonymes, voir Église Sainte-Agathe et Église Saint-Julien.
L'église Sainte-Agathe-et-Saint-Julien de Saint-Julia est une église catholique située à Saint-Julia en Haute-Garonne, en France.

## Localisation
L'église est située dans le département français de la Haute-Garonne, sur la commune de Saint-Julia.

## Historique
L'édifice, qui est construit à l'emplacement d'un ancien temple, est inscrit au titre des monuments historiques en 1925 et 2009.

## Description

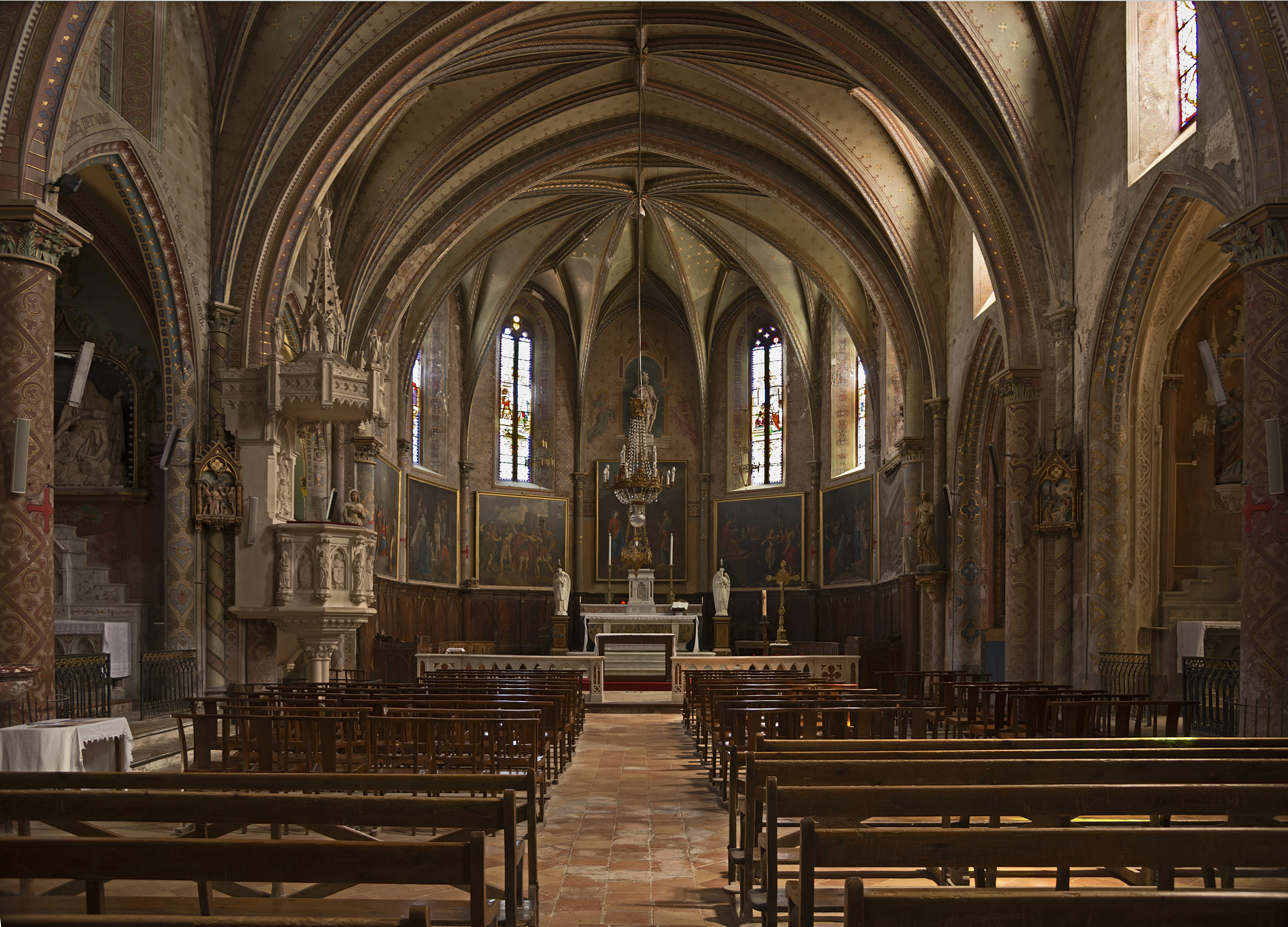
Intérieur de l'église